# Linia kolejowa nr 303
Linia kolejowa nr 303 – jednotorowa, państwowa, niezelektryfikowana linia kolejowa znaczenia miejscowego o długości 8,134 km łącząca stację Rokitki ze stacją Chocianów (bez odcinka Duninów – Chocianów).

## Historia
Pierwotnie linia liczyła 61,585 km i kończyła się na stacji Kożuchów. Kolejne odcinki linii były otwierane w latach 1890–1892. W 1991 zawieszono kursowanie pociągów pasażerskich na odcinku Chocianów – Niegosławice, a w 1992 roku na trasie Niegosławice – Kożuchów, wskutek czego całkowite nastąpiło zamknięcie dla ruchu pasażerskiego i towarowego. Do 2000 roku pociągi pasażerskie kursowały z Rokitek do Chocianowa. Obecnie w wielu miejscach linia jest rozebrana i/lub rozkradziona.
24 stycznia 2019 Zarząd Województwa Dolnośląskiego podjął uchwałę wyrażającą zgodę na przejęcie od PKP prawa użytkowania wieczystego gruntów oraz prawa własności budynków i urządzeń związanych z linią kolejową 303 między Rokitkami a Chocianowem. 16 grudnia 2020 roku Dolnośląska Służba Dróg i Kolei we Wrocławiu przejęła formalnie odcinek Duninów-Chocianów.
W październiku 2021 roku rozpoczęto prace rewitalizacyjne na odcinku Duninów – Chocianów. 
Dnia 6 grudnia 2022, po ponad 22 latach wykluczenia kolejowego, nastąpiło oficjalne otwarcie linii kolejowej Chocianów-Duninów. Od 11 grudnia z Rokitek do Chocianowa realizowana jest obsługa pociągami pasażerskimi spółki Koleje Dolnośląskie licząca 8 par połączeń z i do Legnicy (skomunikowane z pociągami z/do Wrocławia).